# Der Weihnachtsstern (Huber)
Der Weihnachtsstern ist eine Bühnenmusik von Hans Huber zum gleichnamigen Krippenspiel Der Weihnachtsstern des Schweizer Dichters Meinrad Lienert. Eine erste Fassung wurde 1912 in Zürich uraufgeführt, die Erstaufführung der endgültigen Fassung erfolgte 1916 in Thun. Es ist nach den zwei Basler Festspielen die dritte Bühnenmusik Hubers.
Das Werk wurde 2021 in einer für Frauenchor bearbeiteten Fassung erstmals wieder aufgeführt.

## Besetzung und Inhalt
Die Bühnenmusik ist gesetzt für Orchester (2 Flöten, 1 Oboe/Cor anglais, 2 Klarinetten, 1 Fagott, 2 Hörner, Harfe, Harmonium, Pauken, Schlagwerk, Streicher), vierstimmigen Frauenchor (Chor der Engel) und vier Gesangssolisten: 3 Soprane (Erzengel Gabriel, 1. und 2. Engel), 1 Knabensopran (Seppli) und Bariton (der Hirte; der Nachtwächter).
Die endgültige Fassung von 1916 enthält folgende Nummern:

### Nr. 1 – Vorspiel
Huber stellte der Handlung ein rund 3-minütiges, rein instrumentales Vorspiel in e-Moll voran, das sich gegen Ende nach E-Dur wendet.

### Nr. 2 – I. Bild: Gabriels Gruss
Die Erscheinung des Erzengels Gabriel (Sopran-Solo) vertont Huber als kurze Arie in As-Dur, zu welcher am Schluss der Chor der Engel (Frauenchor) ein „Ave Maria“ hinzutritt.

### Nr. 3 – III. Bild: Weihnachtslied
Über eine alte Weihnachtsmelodie in G-Dur besingt der Erzengel Gabriel (Sopran-Solo) im Stall die nahende Ankunft von Josef und Maria, am Ende jeder Strophe beantwortet durch ein „Halleluja“ des Chors der Engel (Frauenchor). Die orchestrale Einleitung hat Huber später in sein Oratorium Weissagung und Erfüllung übernommen.

### Nr. 4 – III. Bild: Wiegenlied
Sechs Englein bereiten den Stall für das Heilige Paar her. Eines der Englein (Sopran-Solo) singt ein zweistrophiges Wiegenlied, das zwischen G-Dur und g-Moll wechselt. Das Hin- und Herwechseln sollte später auch Benjamin Britten in seinem Wiegenlied „Balulalow“ (A Ceremony of Carols) anwenden.

### Nr. 5/6 – III. Bild: Schluss
Die sich anbahnende Geburt Christi wird in zwei kurzen Einwürfen jeweils mit dem Ruf „Christkindlein naht“ angekündigt: Erst Erzengel Gabriel (Sopran-Solo), danach der Chor der Engel (Sopran-Solo und Frauenchor).

### Nr. 7 – IV. Bild: Alpsegen
Auf einer Alpweide singt der Hirte Bäredi (Bariton) einen alten Engelberger Alpsegen. Huber gestaltet die Melodie in A-Dur rezitativisch; den gesungenen Psalmton unterlegt das Orchester in verschiedensten Harmonisierungen. 

### Nr. 8/9 – IV. Bild: Weckruf Gabriels
Den Hirten auf der Weide erscheint Erzengel Gabriel (Sopran-Solo), angekündigt vom Chor der Engel (Frauenchor) mit einem kurzen „Gloria“-Ruf. Die Geburt Christi wird in strahlendem D-Dur verkündigt.

### Nr. 10 bis 15 – V. Bild: Tanzmusik, Nachtwächters Ruf, Aufzug der Drei Könige
Das fünfte Bild beginnt mit einer Tanzmusik in F-Dur (Orchester), das eine Festgesellschaft in der Burg von Herodes darstellt. Daneben ruft ein Nachtwächter (Bariton) den Glockenschlag um 12 Uhr nachts aus. Der Ein- und Auszug der Drei Könige bei Herodes wird jeweils durch einen kurzen Marsch (3 Trompeten) umrahmt, bevor der Nachtwächter (Bariton) die nächste Stunde um 1 Uhr ausruft.
Eine weitere kurze Tanzmusik in Fis-Dur aus der ersten Fassung von 1912 wurde in der endgültigen Fassung nicht mehr berücksichtigt.

### Nr. 16 – VI. Bild: Ringelreihen
Im aufwühlenden Tanz der Engel, um Herodes’ Häscher zu verwirren, greift Huber den Wechselgesang aus Nr. 3 auf: Zwei Englein (Sopran-Soli) singen zunächst je eine Strophe alleine und eine dritte Strophe gemeinsam, jeweils beantwortet vom „Heijuppedihe“-Gerufe des Chors der Engel (Frauenchor).
Der „Ringelreihen“ ist eine vereinfachte Umarbeitung des „Glockenlieds“, das Huber in der ersten Fassung als zweite Gesangsnummer vorgesehen hatte und in der endgültigen Fassung nicht mehr berücksichtigt wurde.

### Nr. 17 – VII. Bild: Chor der unsichtbaren Engel
Ein etwas längeres „Gloria“ in D-Dur singt der Chor der Engel (Frauenchor) einleitend, bevor Seppli (Knabensopran) an der Krippe ein eigenes Lied in B-Dur fürs neugeborene Kind vorträgt. Zum Schluss singt der Chor als Echo: „Gelobt sei Jesus Christus“.
Für die endgültige Fassung hat Huber das einleitende „Gloria“ nochmals um einige Takte gekürzt.

### Nr. 18 – VIII. Bild: Schlussmusik, Schlusschor
Zur Danksagung Marias an die Drei Könige ertönt im Hintergrund eine orchestrale Schlussmusik in B-Dur, die der Chor der Engel mit einem kurzen „Ave Maria“ beschliesst.
In der endgültigen Fassung hat Huber die einleitenden einstimmigen Takte der Schlussmusik analog zum übrigen Stück vollständig orchestriert. Ausserdem hat er einen Schlusschor in B-Dur ergänzt, in dem der Chor der Engel (Frauenchor) einen abschliessenden Lobgesang singt.